# Liste der Flughäfen und Flugplätze in Thailand
Liste der Verkehrsflughäfen in Thailand, sortiert nach Lage:
| Lage                                             | ICAO | IATA | Flughafen                               | Passagiere (2015) |
| ------------------------------------------------ | ---- | ---- | --------------------------------------- | ----------------- |
| Bangkok                                          | VTBD | DMK  | Flughafen Bangkok-Don Mueang            | 30.304.183        |
| Bangkok (Amphoe Bang Phli, Provinz Samut Prakan) | VTBS | BKK  | Flughafen Bangkok-Suvarnabhumi          | 52.902.110        |
| Amphoe Ban Thi, Provinz Lamphun                  | VTCM | THI  | Flughafen Ban Thi (Lanna Airfield)      |                   |
| Amphoe Ban Thi, Provinz Lamphun                  | VTCY |      | Flugplatz Nok                           |                   |
| Betong, Provinz Yala                             | VTSY | BTZ  | Flughafen Betong                        |                   |
| Buri Ram                                         | VTUO | BFV  | Flughafen Buriram                       | 117.710           |
| Amphoe Tha Mai, Provinz Chanthaburi              | VTBC |      | Flugplatz Chanthaburi (Royal Thai Navy) |                   |
| Chiang Mai                                       | VTCC | CNX  | Flughafen Chiang Mai                    | 8.365.851         |
| Chiang Rai                                       | VTCT | CEI  | Flughafen Chiang Rai                    | 1.745.568         |
| Chiang Rai                                       | VTCR |      | Militärflugplatz Chiang Rai             |                   |
| Provinz Chonburi                                 | VTBT |      | Flughafen Bang Phra                     |                   |
| Provinz Chumphon                                 | VTSE | CJM  | Flughafen Chumphon                      | 93.325            |
| Hat Yai, Provinz Songkhla                        | VTSS | HDY  | Flughafen Hat Yai                       | 3.639.936         |
| Hua Hin, Provinz Prachuap Khiri Khan             | VTPH | HHQ  | Flughafen Hua Hin                       | 11.437            |
| Amphoe Kamphaeng Saen, Provinz Nakhon Pathom     | VTBK | KDT  | Flughafen Kamphaeng Saen                |                   |
| Khon Kaen                                        | VTUK | KKC  | Flughafen Khon Kaen                     | 1.280.185         |
| Ko Samui, Provinz Surat Thani                    | VTSM | USM  | Flughafen Ko Samui                      | 2.051.289         |
| Krabi                                            | VTSG | KBV  | Flughafen Krabi                         | 3.689.672         |
| Lampang                                          | VTCL | LPT  | Flughafen Lampang                       | 261.428           |
| Lamphun                                          | VTCO |      | Flughafen Lamphun                       |                   |
| Loei                                             | VTUL | LOE  | Flughafen Loei                          | 234.419           |
| Lom Sak, Provinz Phetchabun                      | VTPB | PHY  | Flughafen Phetchabun                    |                   |
| Lom Sak, Provinz Phetchabun                      | VTPL |      | Flugplatz Sak Long                      |                   |
| Amphoe Mueang Lop Buri                           | VTBL | KKM  | Khok Kathiam Air Force Base             |                   |
| Mae Hong Son                                     | VTCH | HGN  | Flughafen Mae Hong Son                  | 39.740            |
| Amphoe Mae Sariang, Provinz Mae Hong Son         | VTCS |      | Flughafen Mae Sariang                   |                   |
| Mae Sot, Provinz Tak                             | VTPM | MAQ  | Flughafen Mae Sot                       | 144.598           |
| Nakhon Phanom                                    | VTUW | KOP  | Flughafen Nakhon Phanom                 | 298.013           |
| Amphoe Chaloem Phra Kiat (Nakhon Ratchasima)     | VTUQ | NAK  | Flughafen Nakhon Ratchasima             | 3.155             |
| Nakhon Ratchasima                                | VTUN |      | Khorat Air Force Base                   |                   |
| Nakhon Sawan                                     | VTPN |      | Flughafen Nakhon Sawan                  |                   |
| Takhli, Provinz Nakhon Sawan                     | VTPI | TKH  | Militärflugplatz Takhli                 |                   |
| Nakhon Si Thammarat                              | VTSF | NST  | Flughafen Nakhon Si Thammarat           | 1.243.179         |
| Nakhon Si Thammarat                              | VTSN |      | Flughafen Cha Ian                       |                   |
| Provinz Nan                                      | VTCN | NNT  | Flughafen Nan                           | 349.264           |
| Narathiwat                                       | VTSC | NAW  | Flughafen Narathiwat                    | 162.413           |
| Amphoe Pai, Provinz Mae Hong Son                 | VTCI | PYY  | Flughafen Pai                           | 5.481             |
| Patong, Phuket                                   |      | PBS  | Flughafen Patong Beach                  |                   |
| Pattani                                          | VTSK | PAN  | Flughafen Pattani                       |                   |
| Pattaya / Rayong                                 | VTBU | UTP  | Flughafen U-Tapao                       | 127.218           |
| Ko Phi Phi                                       |      | PHZ  | Flughafen Ko Phi Phi                    |                   |
| Phitsanulok                                      | VTPP | PHS  | Flughafen Phitsanulok                   | 549.951           |
| Phrae                                            | VTCP | PRH  | Flughafen Phrae                         | 48.673            |
| Provinz Phuket                                   | VTSP | HKT  | Flughafen Phuket                        | 12.859.356        |
| Amphoe Photharam, Ratchaburi                     | VTPR |      | Flughafen Photharam                     |                   |
| Prachuap Khiri Khan                              | VTBP |      | Militärflugplatz Prachuap Khiri Khan    |                   |
| Ranong                                           | VTSR | UNN  | Flughafen Ranong                        | 90.206            |
| Roi Et                                           | VTUV | ROI  | Flughafen Roi Et                        | 284.667           |
| Roi Et                                           | VTUR |      | Flughafen Rob Muang                     |                   |
| Sakon Nakhon                                     | VTUI | SNO  | Flughafen Sakon Nakhon                  | 425.453           |
| Amphoe Sattahip, Provinz Chonburi                |      | QHI  | Flughafen Sattahip                      |                   |
| Songkhla                                         | VTSH | SGZ  | Flughafen Songkhla                      |                   |
| Sukhothai                                        | VTPO | THS  | Flughafen Sukhothai                     | 57.026            |
| Surat Thani                                      | VTSB | URT  | Flughafen Surat Thani                   | 1.856.315         |
| Surin                                            | VTUJ | PXR  | Flughafen Surin                         |                   |
| Tak                                              | VTPT | TKT  | Flughafen Tak                           |                   |
| Provinz Tak                                      | VTPY |      | Flughafen Bhumibol-Talsperre            |                   |
| Trang                                            | VTST | TST  | Flughafen Trang                         | 612.629           |
| Trat                                             | VTBO | TDX  | Flughafen Trat                          | 80.981            |
| Trat                                             | VTBV |      | Trat Airstrip                           |                   |
| Ubon Ratchathani                                 | VTUU | UBP  | Flughafen Ubon Ratchathani              | 1.467.256         |
| Udon Thani                                       | VTUD | UTH  | Flughafen Udon Thani                    | 2.213.689         |
| Uttaradit                                        | VTPU | UTR  | Flughafen Uttaradit                     |                   |
| Amphoe Watthana Nakhon, Provinz Sa Kaeo          | VTBW |      | Flughafen Watthana Nakhon               |                   |